# Susan La Flesche Picotte
Susan La Flesche Picotte (Terra Indígena Omaha, Nebraska, 17 de junho de 1865 — Walthill, 18 de setembro de 1915) foi uma professora, médica e ativista indígena dos Estados Unidos, a primeira mulher indígena norte-americana a obter graduação em Medicina. 
Era filha do líder indígena Joseph La Flesche, conhecido em seu povo como Olho de Ferro, e de Mary Gale, conhecida como Uma Mulher. Ambos os pais tinham sangue mestiço: Joseph de índios com franceses, e Mary de índios com norte-americanos, mas se identificavam como índios. Quando criança Susan costumava auxiliar no tratamento de doentes. Cursou a escola elementar da tribo até os 14 anos, depois foi enviada para o Instituto Elizabeth para Moças de Nova Jérsei, voltando para casa aos 17 anos como professora da escola da Missão Quaker, onde lecionou por dois anos. Lá conheceu a etnóloga e feminista Alice Cunningham Fletcher, que se tornaria a mentora de sua educação superior e para ela conseguiria bolsas de estudo.
Continuou seus estudos no Instituto Normal e Agrícola de Hampton (hoje a Universidade Hampton), em Virginia, graduando-se em 1886. Foi oradora da turma e recebeu uma medalha de ouro como a melhor da classe. Logo em seguida viajou para a Filadélfia a fim de matricular-se na Escola Feminina de Medicina, formando-se em 1889 como a primeira de sua classe e a primeira mulher indígena a obter o título. As tradições de sua tribo admitiam mulheres como curandeiras, mas a escolha por uma formação ocidental formal foi um fato inédito. Mesmo entre os ocidentais em seu tempo eram raras as mulheres a obter graduação.

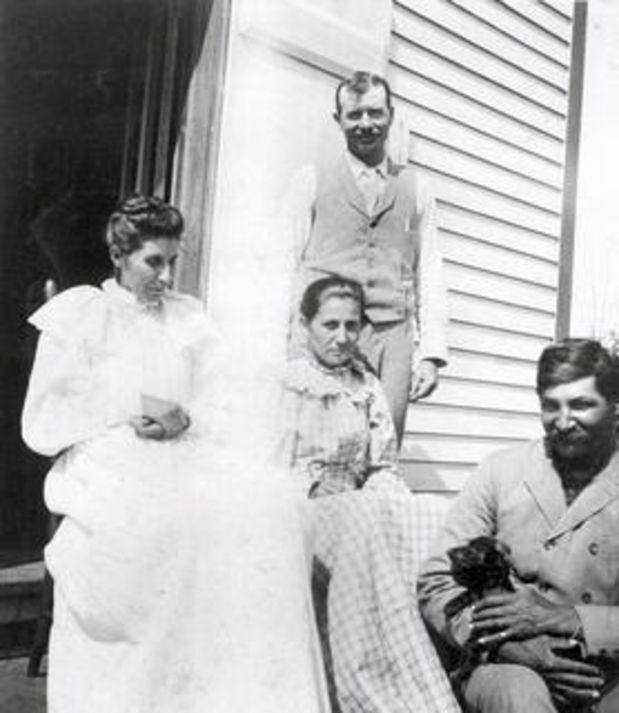
Susan com sua irmã Marguerite, seu cunhado Charles Picotte e seu marido Henry Picotte.

Enquanto estudava preocupou-se em ampliar seus horizontes na cultura dos brancos. Seu pai fora um advogado da causa da integração entre os indígenas e brancos, e Susan frequentou a Academia de Belas-Artes de Filadélfia, estudou pintura, passou a apreciar a música erudita e assistia a palestras sobre literatura e apresentações de teatro. Também serviu como secretária da Associação Cristã de Moças e manteve contatos com indígenas urbanizados.
Depois de formada voltou para as terras de seu povo como médica da agência governamental que tutelava os Omaha, passando a clinicar em uma sala da escola pública. Já havia um médico ali, mas Susan logo ganhou a confiança da tribo, a ponto de depois de três meses os serviços do outro médico não serem mais procurados, fazendo com que pedisse demissão. Além de médica atuava como advogada, conselheira e intermediária dos indígenas junto às autoridades. Era a única profissional da saúde em uma área de mais de 1300 milhas quadradas, e frequentemente se deslocava grandes distâncias a pé ou a cavalo para atender pacientes.
Em 1894 casou-se com o Sioux Henry Picotte, e com ele teve dois filhos: Caryl e Pierre. Mudou-se com o marido para Bancroft, onde abriu uma clínica privada que atendia indígenas e brancos. Liderou campanhas contra o alcoolismo e a tuberculose e a favor da higiene. Foi chefe do Comitê Sanitário da Federação de Clubes de Mulheres de Nebraska e delegada do Secretário do Interior, pleiteando reformas na tutela dos Omaha pelo governo.

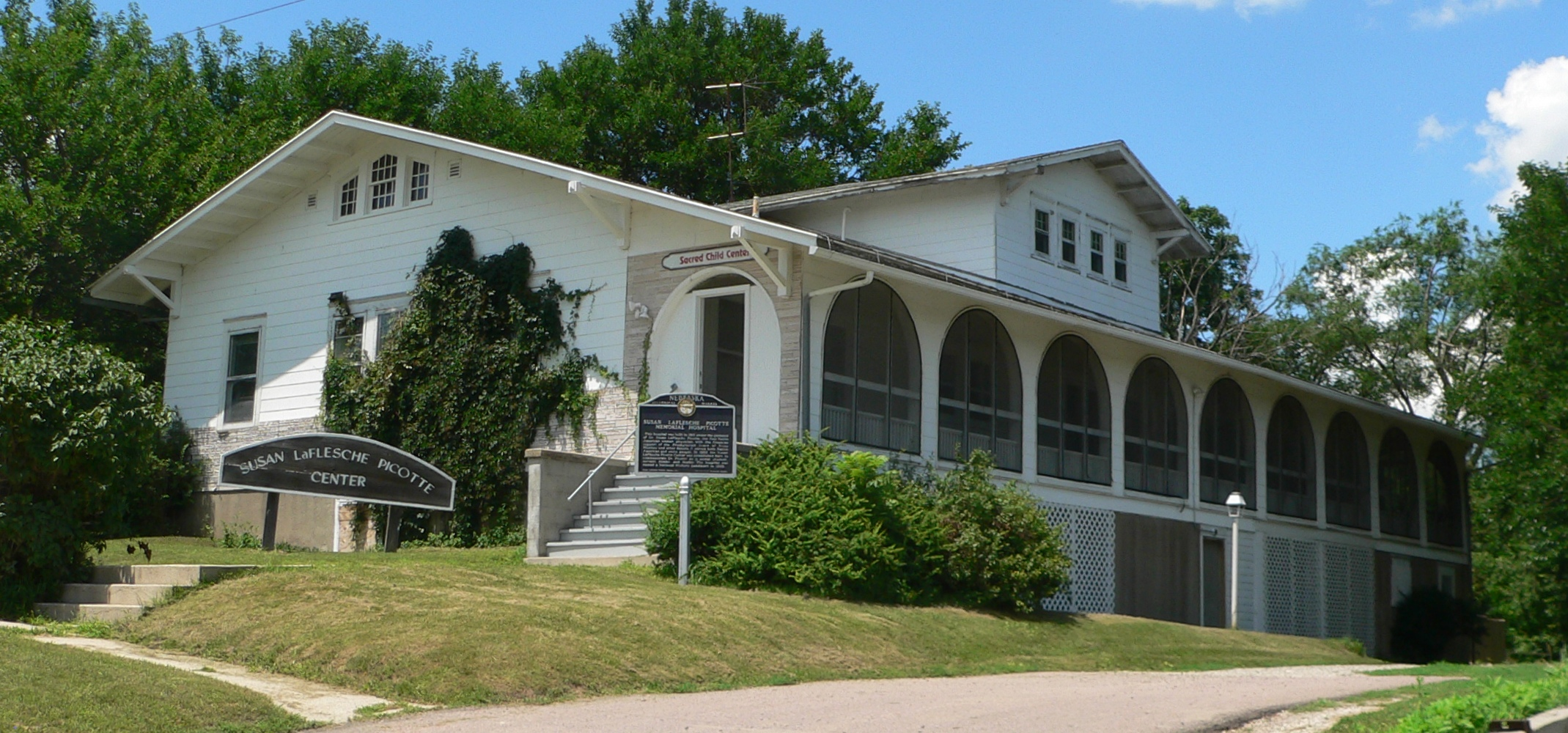
O antigo hospital construído por Susan, hoje um museu.

Em 1906, já viúva, adquiriu um terreno na vila de Walthill, nas terras Omaha, onde construiu uma casa para morar com os filhos e sua mãe, também viúva. Neste período envolveu-se mais diretamente com as atividades da Igreja Presbiteriana que seguia, deu aulas na sua escola dominical e por um ano foi diretora do Departamento Indígena da Igreja, além de auxiliar na organização de palestras, concertos, círculos de estudo e projetos missionários. Também ingressou na Maçonaria, participando da organização do capítulo local da Ordem da Estrela do Oriente, e intensificou seu ativismo em prol de um melhor tratamento dos indígenas em geral, dando palestras, escrevendo artigos na imprensa sobre o tema, e foi eleita representante dos Omaha junto ao governo. Nunca, porém, abandonou a Medicina, e também neste período foi uma das fundadoras da Associação Médica do Condado de Thurston, por vários anos integrou o Conselho de Saúde de Walthill e ao longo de três anos foi outra vez chefe do Comitê Sanitário da Federação de Clubes de Mulheres de Nebraska. Pouco antes de falecer conseguiu materializar seu sonho de construir um hospital em Walthill, que após sua morte foi batizado com seu nome.
Em 1993 o hospital foi declarado Marco Histórico Nacional. Hoje o prédio abriga um museu dedicado à sua memória e à história das tribos Omaha e Winnebago. Em 2009 a casa onde viveu em Walthill foi incluída no Registro Nacional de Lugares Históricos. Em 2017 o Google lançou um doodle homenageando os 152 anos de seu nascimento. Em 2018 um busto em sua honra foi erigido na Cidade Sioux.